# Bemlos teleporus
Bemlos teleporus is een vlokreeftensoort uit de familie van de Aoridae. De wetenschappelijke naam van de soort is voor het eerst geldig gepubliceerd in 1955 door K.H. Barnard.